# António Simões
António Simões (* 14. prosince 1943, Corroios) je bývalý portugalský fotbalista, levé křídlo.

## Fotbalová kariéra
Portugalskou ligu hrál za Benficu Lisabon a GD Estoril Praia nastoupil ve 318 ligových utkáních, dal 46 ligových gólů a získal s Benficou devět mistrovských titulů s Benficou a 5 vítězství v poháru. V Poháru mistrů evropských zemí nastoupil v 56 utkáních a dal 8 gólů, v Poháru vítězů pohárů nastoupil v 8 utkáních a ve Veletržním poháru nastoupil ve 2 utkáních. V Interkontinentálním poháru nastoupil ve 3 utkáních. V roce 1962 s Benficou získal Pohár mistrů evropských zemí. Za portugalskou reprezentaci nastoupil v letech 1962-1973 ve 46 utkáních a dal 3 góly. S portugalskou fotbalovou reprezentací získal bronzovou medaili na mistrovství světa roku 1966, nastoupil ve všech 6 utkáních.

## Ligová bilance
| Ročník                                        | Zápasy | Góly | Klub                 |
| --------------------------------------------- | ------ | ---- | -------------------- |
| 1. portugalská liga 1961/1962                 | 11     | 3    | Benfica Lisabon      |
| 1. portugalská liga 1962/1963                 | 24     | 10   | Benfica Lisabon      |
| 1. portugalská liga 1963/1964                 | 25     | 5    | Benfica Lisabon      |
| 1. portugalská liga 1964/1965                 | 16     | 0    | Benfica Lisabon      |
| 1. portugalská liga 1965/1966                 | 24     | 7    | Benfica Lisabon      |
| 1. portugalská liga 1966/1967                 | 22     | 3    | Benfica Lisabon      |
| 1. portugalská liga 1967/1968                 | 19     | 1    | Benfica Lisabon      |
| 1. portugalská liga 1968/1969                 | 22     | 2    | Benfica Lisabon      |
| 1. portugalská liga 1969/1970                 | 23     | 3    | Benfica Lisabon      |
| 1. portugalská liga 1970/1971                 | 20     | 0    | Benfica Lisabon      |
| 1. portugalská liga 1971/1972                 | 23     | 4    | Benfica Lisabon      |
| 1. portugalská liga 1972/1973                 | 29     | 5    | Benfica Lisabon      |
| 1. portugalská liga 1973/1974                 | 27     | 2    | Benfica Lisabon      |
| 1. portugalská liga 1974/1975                 | 26     | 0    | Benfica Lisabon      |
| North American Soccer League (1968–1984) 1975 | 17     | 4    | Boston Minutemen     |
| 1. portugalská liga 1975/1976                 | 6      | 0    | GD Estoril Praia     |
| North American Soccer League (1968–1984) 1976 | 10     | 1    | Boston Minutemen     |
| North American Soccer League (1968–1984) 1976 | 10     | 0    | San Jose Earthquakes |
| North American Soccer League (1968–1984) 1977 | 23     | 0    | San Jose Earthquakes |
| 2. portugalská liga 1977/1978                 | 16     | 1    | União de Tomar       |
| North American Soccer League (1968–1984) 1979 | 6      | 1    | Dallas Tornados      |
| CELKEM 1. portugalská liga                    | 318    | 46   |                      |